# Country Club Estates
Country Club Estates és una concentració de població designada pel cens dels Estats Units a l'estat de Geòrgia. Segons el cens del 2000 tenia 7.594 habitants.

## Demografia
Segons el cens del 2000, Country Club Estates tenia 7.594 habitants, 3.134 habitatges, i 2.018 famílies. La densitat de població era de 617,3 habitants per km².
Dels 3.134 habitatges en un 30,6% hi vivien nens de menys de 18 anys, en un 43,6% hi vivien parelles casades, en un 17,4% dones solteres, i en un 35,6% no eren unitats familiars. En el 29,5% dels habitatges hi vivien persones soles el 9,2% de les quals corresponia a persones de 65 anys o més que vivien soles. El nombre mitjà de persones vivint en cada habitatge era de 2,42 i el nombre mitjà de persones que vivien en cada família era de 3,01.
Per edats la població es repartia de la següent manera: un 26,2% tenia menys de 18 anys, un 10,2% entre 18 i 24, un 30,2% entre 25 i 44, un 22,3% de 45 a 60 i un 11,1% 65 anys o més.
L'edat mediana era de 34 anys. Per cada 100 dones de 18 o més anys hi havia 87,2 homes.
La renda mediana per habitatge era de 36.794 $ i la renda mediana per família de 42.359 $. Els homes tenien una renda mediana de 30.621 $ mentre que les dones 24.291 $. La renda per capita de la població era de 18.080 $. Entorn del 10% de les famílies i el 12,5% de la població estaven per davall del llindar de pobresa.

## Poblacions més properes
El següent diagrama mostra les poblacions més properes.